# ニューサウスグリーンランド

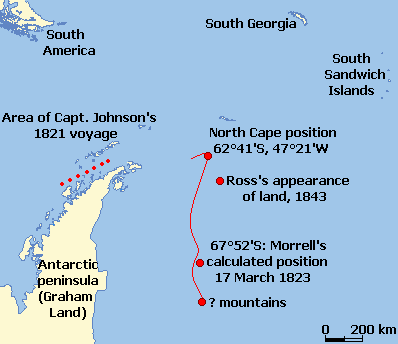
モレルの報告した「ニューサウスグリーンランド」の位置（1823年、赤線）、ジェイムズ・クラーク・ロスの報告した「ロスの出現」(1843年）、ジョンソン船長が航海した地域（1821年、点線）

ニューサウスグリーンランド（英: New South Greenland、モレルの陸地と呼ばれることもある）は、1823年3月、アメリカのスクーナー「ワスプ」のベンジャミン・モレル船長が南極のウェッデル海でアザラシ漁と探検のための航海中に記録した幻の陸地である。モレルは300マイル (480 km) 以上にわたって航海したと主張する海岸線の正確な座標と描写を与えていた。ウェッデル海の地域はそれまで訪れることも稀であり、氷の状態によっては航海も難しかったので、その後は陸地の適切な調査も行われないままであり、20世紀初期の南極探検時代になってその存在は決定的に否定された。
モレルが航海したとき、ウェッデル海や周辺の海岸も無名であり、その地形はほとんど分かっていなかったので、陸地を見たという証言はもっともらしく見えた。しかし、モレルの航海記録にある明らかな誤りと、概してほら吹きだという評判が、この新しい陸地の存在について疑惑を生むことになった。1912年6月、ドイツの探検家、ヴィルヘルム・フィルヒナーが、その探検船「ドイチラント」がウェッデル海で氷に捉えられ、漂流してモレルの記録した場所まで来た後、この陸地を探したが、その形跡は見つからなかった。その海域の水深を測っても5,000フィート (1,500 m) 以上あり、近辺には陸地が無いことが分かった。その3年後、アーネスト・シャクルトンはその探検船「エンデュアランス」が同じ海域で氷に捉われ、同様な方法で陸地が存在しないことを確認した。
モレルの誤りについて、意図的な偽証など、様々な説明が提案された。しかし、モレルがその発見を簡潔かつありのままに叙述していることは、その発見から個人的な功績や栄誉を求めていないことは明らかである。その叙述においてアザラシ漁仲間の船長ロバート・ジョンソンが、その2年前に陸地を見つけて命名したという栄誉を渡している。船の位置を誤って計算した、あるいは9年後に記録を残す時に詳細をうろ覚えであったことで、モレルがそれと知らずに誤りを犯したかもしれない。あるいは、遠くの氷山を陸地だと見るよくある誤りを犯したか、南極蜃気楼の効果で判断を誤った可能性もある。1843年、著名なイギリスの海洋探検家ジェイムズ・クラーク・ロスが、モレルの報告した場所に近く、陸地の可能性を報告した。しかしこれも最終的には存在しないことが証明された。

## 「ワスプ」の航海 1822年–1823年

### 第一段階 1822年6月から1823年3月
19世紀初期南極の地理はほとんど全て知られていなかったが、時として陸地を見たという証言が記録されていた。1822年、前年にサウスサンドウィッチ諸島に航海していたベンジャミン・モレルが、南極海および南太平洋でアザラシ漁、交易、探検を行う2年間の航海のためにスクーナー「ワスプ」の指揮官に指名された。モレルはアザラシ漁という任務に加えて、「新しい発見を行う裁量権限」を持っていた。モレルはこの裁量権を使って南極海を探査し「南極点に行き着く実行可能性を確認する」ことを提案した。この航海はその後の8年間の大半でモレルを海に出たままにする4回におよぶ航海の初めのものであったが、南極を訪れたのは最初の航海のみになった。
「ワスプ」は1822年6月22日にニューヨーク港を出港して南に向かった。10月下旬にフォークランド諸島に到着し、存在しないオーロラ諸島を探して無益に16日間を使った後、サウスジョージア島に向かい、11月20日に停泊した。モレルの証言に拠れば、サウスジョージア島の海岸線から南西に約60マイル (97 km) の外海に停泊したと記録しており、それは間違いだった。「ワスプ」はその後アザラシ漁のために東に向かい、モレルに拠れば、12月6日には遠隔のブーベ島に到着しており、この孤島を特に問題もなく見つけていた。歴史家のH・R・ミルは、モレルのこの島の物理的外観に関する記述には、この島の最もはっきりと1つしかないもの、すなわち永久氷の層で覆われているということが書かれていないと述べている。モレルはその後船を南に進めようとしたが、南緯60度付近で厚い氷に当たったので北東のケルゲレン諸島に向かい、12月31日にそこで停泊した。

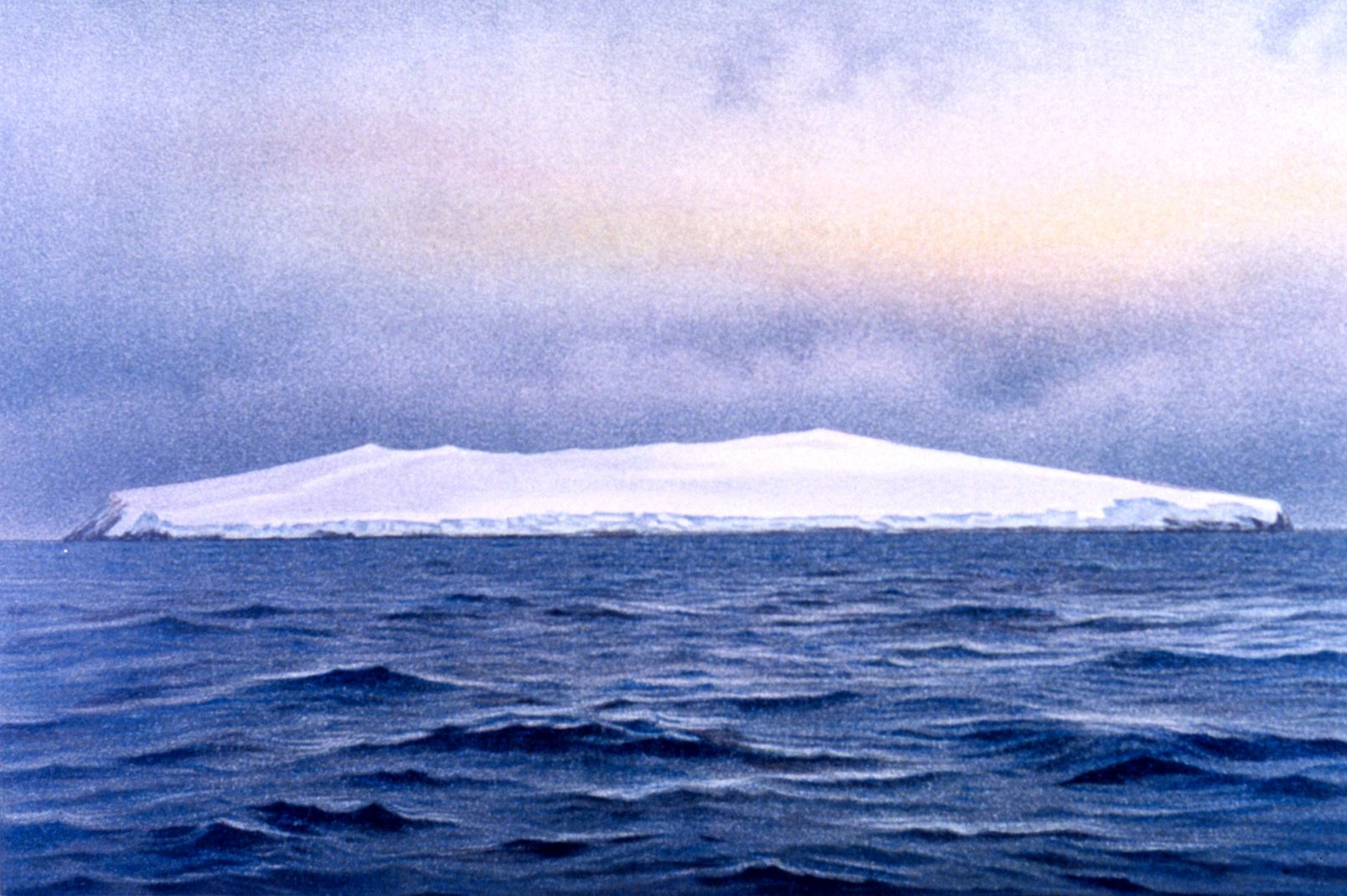
ブーベ島、モレルは1822年12月6日に到着したと主張していた

「ワスプ」は数日間の探検と、利益になるアザラシ漁を行った後、1823年1月11日にケルゲレン諸島を発ち、南と東に向かって、2月1日には最東端となる南緯64度52分東経118度27分を記録した。この地点から、モレル自身の証言に拠れば、強い東寄りの風を利用することに決め、西のグリニッジ子午線まで急速に戻ることができた。その証言は詳細が不足しているが、3,500マイル (5,600 km) 以上の距離を23日で移動したことになった。このように速く氷の浮かぶ海上を直接動いたという主張の信ぴょう性については広く論議の対象になった。特にこの航海の間にモレルが挙げている南寄りの緯度は、当時はまだ発見されていなかった南極大陸の内陸に少なくとも100マイル (160 km) も入り込んでいることが分かった。2月28日、「ワスプ」はサウスサンドウィッチ諸島のキャンドルマス島に到着した。船のストーブに使う燃料を求めて数日間を費やした後、「ワスプ」は3月6日に南に向かって出発し、後にウェッデル海と呼ばれることになる海に入った。この海にはほとんど氷が無かったので、モレルは南緯70度14分まで進み、3月14日には北西方向に転じた。この後退は船に燃料が無かったためだとモレルは言っており、そうでなければ、この開けた海で南緯85度まで、おそらくは南極点そのものにも船を進めることができただろうと主張していた。このような言葉は1か月前にイギリス人探検家ジェイムズ・ウェッデルが同じ地域で経験したことを叙述している言葉と大変似ており、モレルがウェッデルの経験談を盗用したのではないかと歴史家達に疑わせることになった。

### 陸地の視認

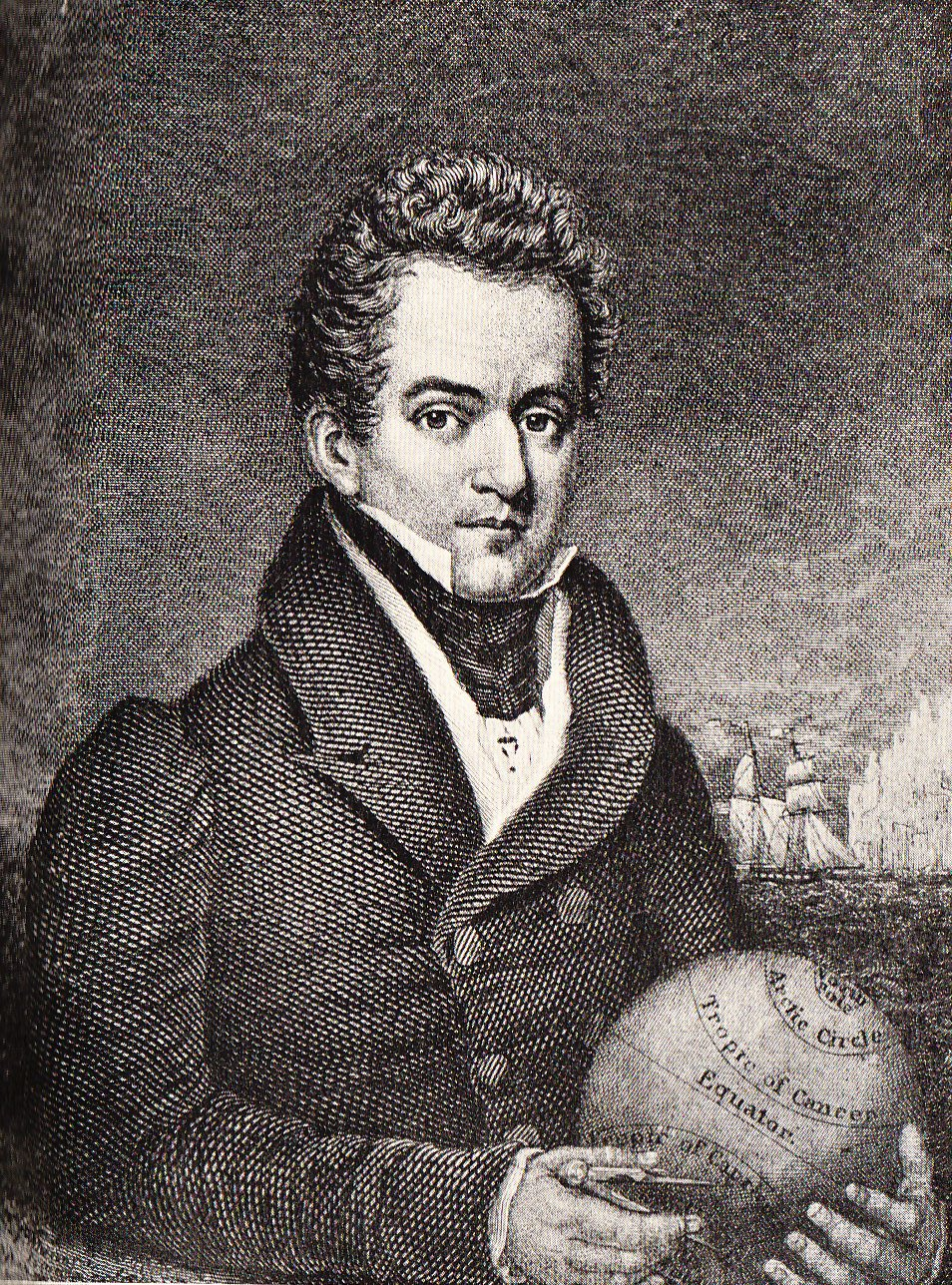
ベンジャミン・モレル船長、ニューサウスグリーンランドを見たと主張した

翌3月15日午後2時、「ワスプ」はウェッデル海を北東に巡航し、モレルは「マストの上から陸地が見えた、方向は西、距離3リーグ (約9マイル 14 km)」と記録した。その証言は「午後4時過ぎ、我々はジョンソン船長がそれにニューサウスグリーンランドという名前を与えていた陸地に接近した。」と続いていた。「ワスプ」の前船長ロバート・ジョンソンは1821年に南極半島の西海岸にそって探検航海を行っており、そこを「ニューサウスグリーンランド」と名付けていた。モレルのジョンソンに関する無頓着な言及は、現に見ている陸地が半島の東海岸だと思っていたことを示している。南極半島の地理的特性や大きさは当時まだ知られていなかった。モレルが実際にいた場所は半島から経度で14度東にあった。モレルはその日の残り時間で、その海岸に沿ってアザラシ漁を続けたと書いている。翌朝、船が緩り南に動いているときにアザラシ漁を再開し、「水が足りなくなり、季節がずっと進んでいたので」モレルが中止を宣言するまで続いた。モレルが観察した雪の山はさらに南約75マイル (120 km) に認識された。
モレルは南緯67度52分西経48度11分と計算した場所から北に向かった。3日後の3月19日、船は陸地の北岬と認識した場所、南緯62度41分西経47度21分を過ぎた。「この陸地はあらゆる種類の海洋鳥が豊富にいる」とモレルは記していた。3,000頭のゾウアザラシを見たとも記録している。10時、「ワスプ」は「ニューサウスグリーンランドの陰鬱な海岸に別れを告げた」と続けていた。この長い航海記録でそれ以上ニューサウスグリーンランドに関する記述は出て来ない。「ワスプ」はティエラ・デル・フエゴに向かい、その後マゼラン海峡を抜けて太平洋に入り、1823年7月26日にはチリのバルパライソに到着した。
16世紀に南洋を初めて航海したときから、この海域で陸地があると報告され、その後にそれは存在しないことが分かったものが次々と記録されてきた。スコット極圏研究所の極圏歴史家ロバート・ヘッドランドはこれら偽りの目撃に関して、「ラム酒の飲み過ぎ」から、ライバルの船をアザラシの良い漁場から遠ざけておくためのでっち上げまで様々な理由を提案してきた。岩や氷河の屑を抱えた大きな氷の塊であった可能性もある。汚れた氷は陸地に見えることも有りうる。これら陸地が実際に存在したとして、火山の爆発後に海に沈んだという可能性もある。また実際の陸地を見たとしても、時計の誤り、悪天候あるいは単純な技能不足のために観測で誤りを犯し、間違った位置を計算したという可能性もある。

## モレルの陸地の探索

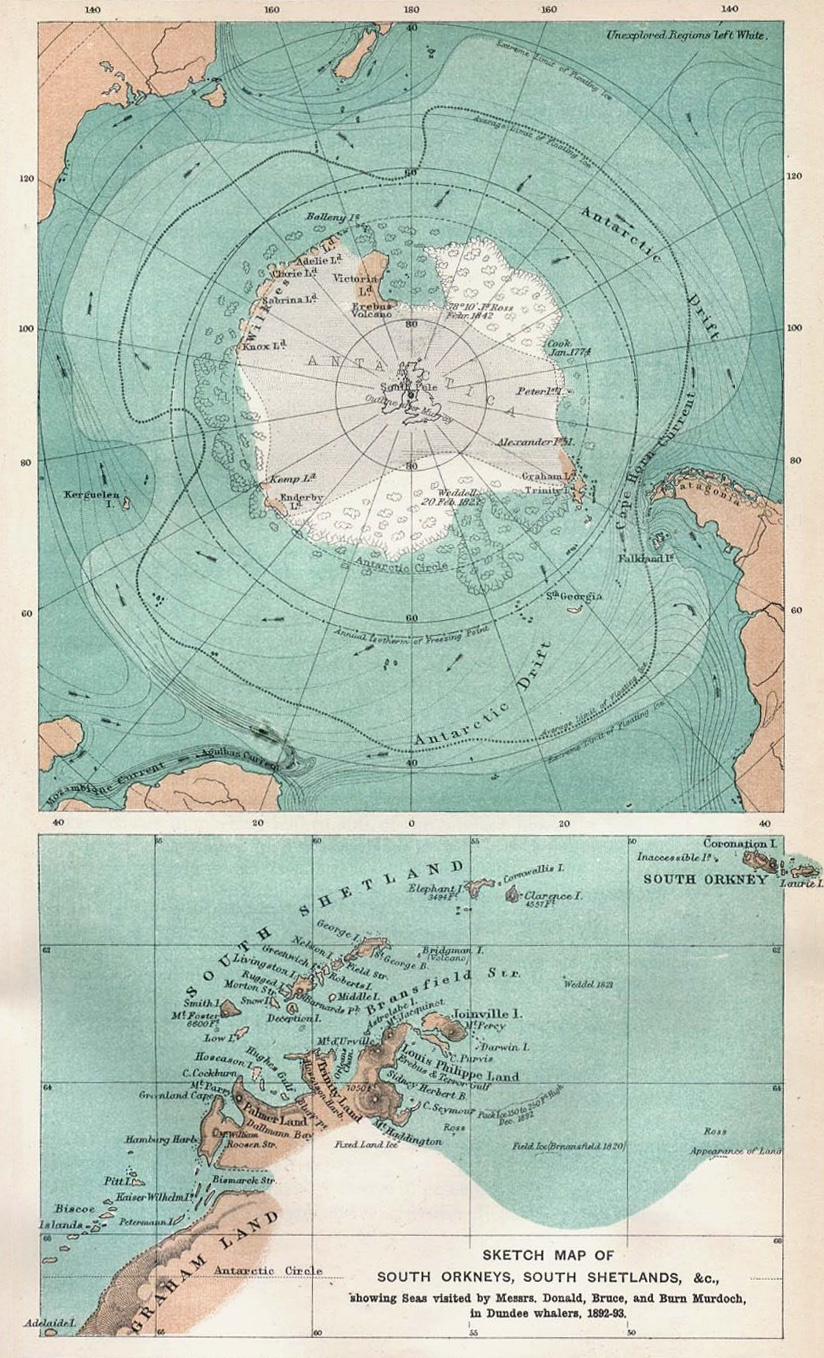
1894年の南極地域地図、モレルから70年経ってもその地理については限られた知識しかなかった。下の地図はロスの出現であり、ニューサウスグリーンランドではない

1838年、フランスの探検家ジュール・デュモン・デュルヴィルがモレルの報告した「北の岬」の位置を航行したが、陸地の兆候が無かったので、ニューサウスグリーンランドの存在に疑問が投げかけられた。この証言と、モレルの計算が明らかに誤りが多いという総体的な性格、さらにイギリスの地理学者ヒュー・ロバート・ミルの言では「自伝的ロマンスの英雄ほども大きな」大言壮語の人という評判もあって、その後の地理学者達はモレルの主張を無視するようになった。1843年、ジェイムズ・クラーク・ロスが、モレルの観測したという場所からさして離れていない位置に陸地を見たと報告した後ですら疑念が残ったままだった。ロスが見たという報告はモレルの主張を支持するものとして提示されることもあった。その後1903年までウェッデル海に入ったものは居なかったが、この年ウィリアム・スペアズ・ブルースがスコティアに乗船して南緯74度1分まで進んだものの、この海域でモレルやロスの見たという陸地に接近している可能性はなかった。しかし、ブルースは概してモレルに対して好意的な傾向があり、絶対的に否定されるまでモレルの主張を拒絶すべきではないと書いていた。
ニューサウスグリーンランドを対象にした最初の捜索は、1911年から1913年にヴィルヘルム・フィルヒナーが指揮した第二次ドイツ南極遠征の時だった。この遠征船「ドイチラント」はバシェル湾で陸上の基地を設けようとしている間に厚い氷に閉ざされることになった。そのまま北西方向に漂流することで1912年6月半ばには、モレルが陸地を視認したと記録した場所の東37マイル (60 km) まで来た。フィルヒナーは6月23日に2人の仲間と3週間分の食料と共に船を離れ、橇で氷の海を西に進み、モレルの陸地を探した。日照は1日2時間ないし3時間という季節であり、気温は-31 °F (−35 °C) まで落ち、移動が難しかった。このような条件下でこの隊は31マイル (50 km) を進み、度々観測を行った。しかし陸地らしいものは無かった。氷を通して落とした鉛の錘は5,248フィート (1,600 m) にまで達し、その後に糸が切れた。その深さは近くに陸地が無いことを示していた。フィルヒナーはモレルが見た物は蜃気楼だと結論付けた。
1915年8月17日、アーネスト・シャクルトン卿の遠征船「エンデュアランス」も、3年前の「ドイチラント」と同様に凍りに捉われ、モレルが海図に入れた場所の西10マイル (16 km) に漂流していった。ここで水深の測定が行われ、1,676ファソム (10,060 フィート、 3,065 m) と記録された。シャクルトンは「モレルの陸地は溶けて氷山になった南極の諸島および大陸海岸の多くに付け加えなければならないと判断した。」と記した。8月25日、さらに水深測定を行い、1,900ファソム (11,400 フィート、 3,500 m) となり、シャクルトンはニューサウスグリーンランドが存在しないという証拠を追加した。
フィルヒナーとシャクルトンの調査と観測は、ニューサウスグリーンランドが神話に過ぎないという決定的な証拠として受け入れられ、残る問題はジェイムズ・クラーク・ロスが記録した南緯65度西経47度付近の陸地出現についてだった。ロスの評判はその報告を真面目に取るだけのものがあり、彼が見たとされるものは地図や海軍本部の海図に載っていた。1922年、シャクルトン＝ローウェット遠征の初期にシャクルトンが死んだ後に遠征船クエストの指揮を執ったフランク・ワイルドが、ロスが陸地を視認したとする場所を捜索した。しかし何も発見されなかった。正確な地点には氷の状態で到着できなかったが、ワイルドは南緯64度11分西経46度4分で水深特定を行い、その結果は2,331ファソム (13,986 フィート、 4,263 m) だった。これはその近くに陸地が無いことを示していた。

## 意見と学説

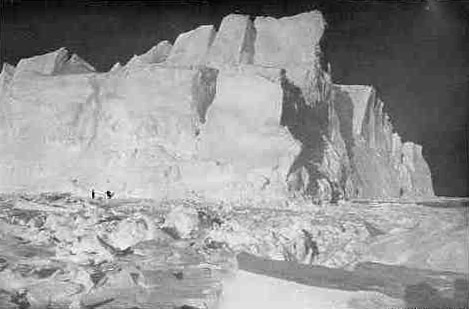
ニューサウスグリーンランドの場所とされるウェッデル海の氷山、1915年の「エンデュアランス」遠征で撮影、シャクルトンは陸地と見えたものが如何に氷山として分離するかを観測した

W・J・ミルズに拠れば、モレルはその同時代人の間で「南洋の大ウソつき」という評判があった。ミルズはモレルの最東端から西への航海を「不可能 ...信じられないほど速く、その航路の大半で海岸線より南を通っている」と言っている。ミルズはその説明を探して、モレルの証言は航海から9年経って書かれており、船の日誌をみることが出来なかった可能性があり、そのために自分の叙述を維持する目的で、「もっともらしく見えるよう詳細を発明しなければならないと考えた」かもしれないと示唆している。
ヒュー・ロバート・ミルは、ニューサウスグリーンランドが存在しないことが決定的に証明される以前の1905年に、モレルの証言に叙述される出来事の幾つかについてその全くのばかばかしさに触れ、モレルの大失敗と、他の者の経験を自分の話に取り込む習慣の故に、彼の主張は全て証明されないものとして扱うべきと記していた。それでもミルは「ある男が無知で、自慢好きで、曖昧であったとしても、しっかりした仕事をしていた」ことは認めていた。カナダの地理学者ポール・シンプソン＝ハウスリーはもっと同情的なアプローチをしている。モレルの証言の多くについては疑問が多いが、西行きの速度が速いとしても不可能ではないと言っている。ミルが疑問にしているモレルが進んだと主張するウェッデル海の最南端にしても、その1か月前にさらに4度南まで航海したジェイムズ・ウェッデルのことえお考えれば、全く可能性を否定できないとも考えている。
モレルの正当性を弁護する方向に傾く別の人物は作家のルパート・グールドであり、1929年に出版した作品集『エニグマ』（謎）に、ニューサウスグリーンランドに関する長い随筆を書いている。ニューサウスグリーンランドを見たというのは単純にモレルによる創作であるという仮定が否定されている。その主たる根拠は、モレルの500ページに及ぶ証言で、この発見にはほとんどページが割かれていないことである。グールドは、「もしモレルが南極探検家として不当な評価を得たいと願うならば、それほど厚い本の目立たない片隅でそのことをでっち上げた後、「正当化できる断片」を埋めるよりもそれについてましな方法に訴えることができると考えるだろう」と記している。南極については比較的少ないページしか使われておらず、モレルの発見に関する証言は簡潔で、完全に事実にのみに終始し、自分よりも2年前のジョンソン船長にその功績を与えている。

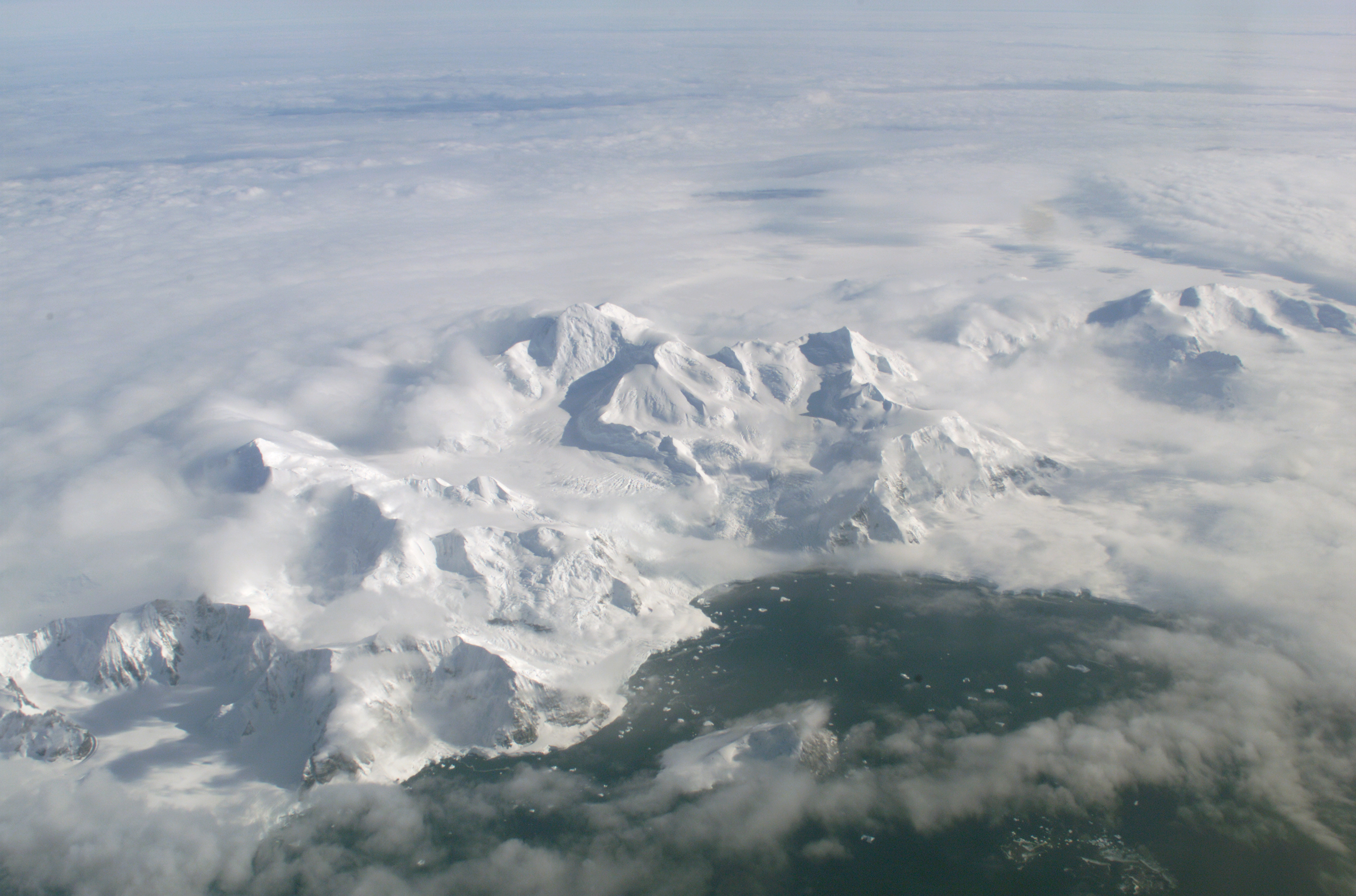
ラーセン棚氷、南極半島の東海岸にある

グールドはモレルが見たものが実際にグレアムランドの東海岸、いわゆる「フォイン海岸」だった可能性についても論じている。ただしそこは、モレルがニューサウスグリーンランドを見た場所よりも経度で14度西である。グールドは、半島の東海岸がモレルの叙述した海岸線と酷似していると主張して、その説を補強している。この説は、モレルがおそらく適切な航海観測に必要な時計を持っていなかったために、船の位置を誤って計算したという推測を行っている。モレルはその証言で、「様々な航法や数学の装置が欠けていた」が、その叙述の別の部分で、標準的なものの例外として推測航法による計算が行われていたことを明らかにしている。如何なる状況にあったとしても、経度の14度は大きな数字であり、フォイン海岸までの約350マイル (560 km) という距離は、船の位置が正確に記録されるサウスサンドイッチ諸島から10日間の航海で行くには遠すぎるように見える。そうであるとしても、グールドは「他の証拠」によってモレルの見たものはフォイン海岸であることを示していると主張している。

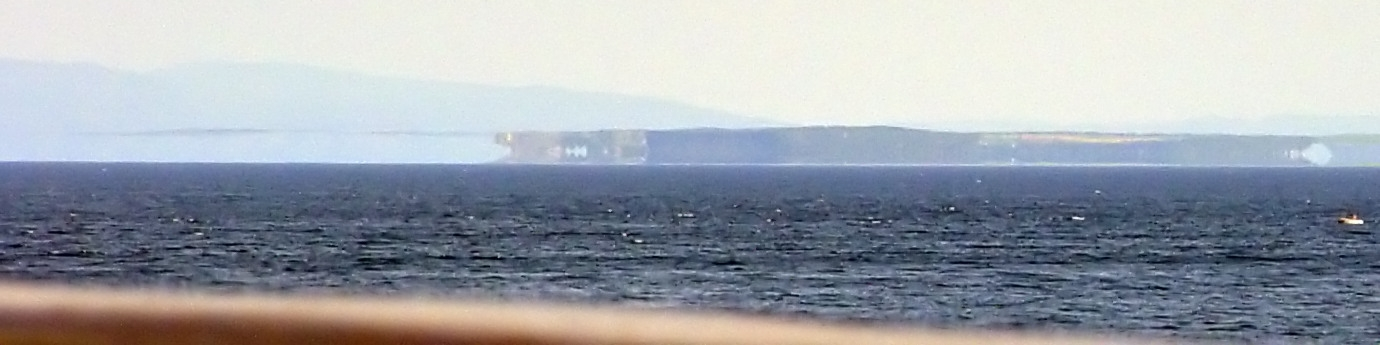
蜃気楼の例、上位蜃気楼は氷あるいは遠くの海岸線を高い崖のある島の様に見せることがある

フィルヒナーがニューサウスグリーンランドが見えたのは蜃気楼で説明できるとした見解は、シンプソン＝ハウスリーが支持している。モレルとその乗組員は上位蜃気楼を見たのだと仮定している。上位蜃気楼の1つの形態はファタ・モルガナ（イタリア語）とも呼ばれ、遠くにある海岸線あるいは氷の縁を垂直にも水平にも歪め、高い崖があるようにもまた高い山頂と谷が有るようにも見させることがある。シャクルトンはその遠征記録『南』の中で、1915年8月20日に観察した蜃気楼について触れており、それは偶然にもその遠征船「エンデュアランス」が漂流してニューサウスグリーンランドの記録された位置に近づいていたときだった。「遠くの叢氷が聳える障害のような崖になり、その麓にある青い湖や水の線に反射している。これら崖の上に沿って密な感覚で東洋の外観のある大きな白と金色の都市が遠くの氷山を示している。 ...線が上がっては降下し、震え、消えてはまた現れ、終わりなく変形している。」と書いていた。

## モレルとジョンソンのその後
モレルの4回の航海は1831年8月21日に、ニューヨークに戻ったときで終わった。その後に『4つの航海の話』を書き、翌年出版された。モレルは海に生きる生活に戻ろうとして、ロンドンを本拠とする海運会社エンダービー・ブラザーズに就職しようとしたが、その評判が先行しており、拒絶された。チャールズ・エンダービーは「モレルについて多くを聞いており、彼と共に仕事をしてもうまく行かないと考えた」と公言していた。モレルは1837年にデュモン・デュルヴィルのウェッデル海遠征に加わろうともしたが、このときも断られた。モレルは1839年に死んだとされている。サウスサンドイッチ諸島の小さい区分である南トゥーレにあるテューレ島（南緯59度27分西経27度19分）は、別名モレル島であり、モレルを記念するものである。ニューサウスグリーンランドという名前を考え出したロバート・ジョンソンは、1826年に後にロス海と呼ばれることになった海にちかい南極海を探索しているときに、船と共に失踪した。

## 関連図書
- Riffenburgh, Beau (2006). Encyclopedia of the Antarctic. New York: Routledge. ISBN 0-415-97024-5